# Estación de Slussen
Slussen es una estación del metro de Estocolmo, localizada en Slussenområdet en el distrito de Södermalm. La estación da servicio a las líneas rojas y verdes de ese sistema. Originalmente abierta en 1933 cómo una estación de un tranvía subterráneo, en 1950 fue convertida en la primera línea corriendo al sur hacia Hökarängen y fue reconstruida en 1957 cuándo la línea del norte a Hötorget fue inaugurada.
Justo fuera de la entrada del norte a la estación, hay una terminal de autobús para autobuses a las municipalidades de Nacka y Värmdö. El terminus para la línea de trenes Saltsjöbanan estuvo también localizada aquí, pero fue movido a Henriksdal en 2016 debido a la reconstrucción de Slussen. Dicha reconstrucción terminará posiblemente en 2026.